# Вила Парк
Вила Парк е футболен стадион в Бирмингам, Англия.
Той е домът на Футболен клуб „Астън Вила“ от 1897 г. На стадиона са играни 16 мача от националния отбор по футбол на Англия. Първият международен мач е пред 1899, а най-скорошният през 2005. Това е първият английски стадион, на който са играни международни мачове в три различни века.
Предишните стадиони на Вила са били Астън Парк (1874 – 1876) и Пери Бар (1876 – 1897). Вила Парк е най-използваният стадион в историята на полуфиналите на ФА Къп, като е домакинствал на 55 полуфинала. Стадионът има 4 сектора; Холт Енд, Тринити Роуд Стенд, Норт Стенд и Дъг Елис Стенд. Клубът има разрешение за уголемяване на Норт Стенд. Ако и когато това се случи, капацитетът на Вила Парк ще се увеличи от 42 640 на приблизително 50 000.

## История
Вила Парк е отворен през 1897 на цена от £16 400. Наречен е Астън Лоуър Граундс и се намира на мястото на Астън Хал. Площта е била използвана като увеселителен парк през Викторианската ера. Първоначално, когато е построена стадиона е бил с 40 000 места. Първият мач на стадиона е приятелски мач срещу Блекбърн Роувърс, състоял се на 17 април 1897, седмица след като Астън Вила прави дубъл, като печели лигата и ФА Къп.